# Ерик Грин
Ерик О’Брајен Грин (енгл. Erick O'Brien Green; Инглвуд, Калифорнија, 9. мај 1991) амерички је кошаркаш. Игра на позицијама плејмејкера и бека.

## Биографија
Грин је колеџ каријеру провео на Технолошком универзитету Вирџиније од 2009. до 2013. године. На НБА драфту 2013. одабран је као 46. пик од стране Јута џеза, али је одмах трејдом послат у Денвер нагетсе. Ипак, сениорску каријеру је почео у Монтепаски Сијени, за коју је наступао у сезони 2013/14. и освојио Суперкуп Италије. У сезони 2014/15. заиграо је за Денвер. За њих је одиграо 46 утакмица и бележио просечно 3,6 поена. Денвер га је и слао на позајмицу у Форт Вејн мед антсе. Након што су га Нагетси отпустили играо је за Рино бигхорнсе, а кратко је био и члан Јуте џез, за коју је наступио на свега шест мечева. У сезони 2016/17. био је играч Олимпијакоса. Сезону 2017/18. провео је у екипи Валенсије. У сезони 2018/19. је био играч Фенербахчеа и са њима је освојио Куп Турске.

## Успеси

### Клупски
- Монтепаски Сијена:
  - Суперкуп Италије (1): 2013.

- Валенсија:
  - Суперкуп Шпаније (1): 2017.

- Фенербахче:
  - Куп Турске (1): 2019.

- Будућност:
  - Првенство Црне Горе (1): 2022/23.
  - Куп Црне Горе (1): 2023.

### Појединачни
- Најкориснији играч Суперкупа Шпаније (1): 2017.